# Detlef Müller-Böling

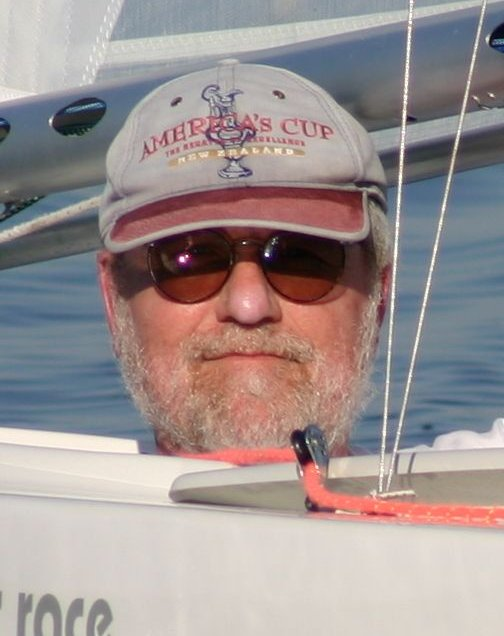
Detlef Müller-Böling

Detlef Müller-Böling (* 17. Juli 1948 in Berlin als Detlef Müller) ist ein deutscher Wirtschafts- und Sozialwissenschaftler.

## Vita
Müller-Böling studierte nach seinem Abitur am Kaiser-Karls-Gymnasium in Aachen, 1967, Betriebswirtschaftslehre an der RWTH Aachen sowie der Universität zu Köln und schloss das Studium 1972 mit dem akademischen Grad Diplom-Kaufmann ab. Im Jahre 1977 promovierte er zum Dr. rer. pol. bei Norbert Szyperski, in dessen Institut er noch bis 1981 als Assistent mitarbeitete. Während seines Studiums in Köln wohnte er im Studentendorf Efferen und war dort lange Zeit Haussprecher und Vorsitzender des studentischen Dorfrats, mit dem er gegen Widerstände die gemischte Belegung der Wohnhäuser und Etagen durchsetzte. 1981 wurde er Lehrstuhlinhaber (Professor) für Empirische Wirtschafts- und Sozialforschung an der Universität Dortmund.
In den Jahren 1986 und 1987 war er Dekan der Wirtschaft- und Sozialwissenschaftlichen Fakultät, von 1990 bis 1994 Rektor der Universität Dortmund. Von 1994 bis 2008 war er Leiter des Centrums für Hochschulentwicklung (CHE) in Gütersloh. Das CHE, eine gemeinsame Einrichtung der Bertelsmann Stiftung und der Stiftung zur Förderung der Hochschulrektorenkonferenz, versteht sich als „Reformwerkstatt“ für das deutsche Hochschulwesen. Er war einer der wichtigsten Ideengeber für die auf mehr Autonomie der Wissenschaft ausgerichtete Reform des deutschen Hochschulsystems. Dies geschah laut Armin Himmelrath und Lobbycontrol durch klassische Lobbyarbeit wie Kongresse, Innovations-Wettbewerbe, Hintergrundgespräche und auch durch provokante Pressearbeit. Wegen seines Einflusses auf die Deutsche Bildungspolitik wurde Müller-Böling in der Presse auch als der „heimliche Bildungsminister der Republik“ bezeichnet.
2005 wurde er zum Mitglied im Expertengremium des sogenannten „Aktionsrats Bildung“ berufen, einer Initiative der Vereinigung der Bayerischen Wirtschaft unter Vorsitz von Dieter Lenzen, (damals Präsident der FU Berlin, seit Frühjahr 2010 Präsident der Universität Hamburg).
Detlef Müller-Böling war von 2008 bis 2012 Hauptgesellschafter der CHE Consult GmbH. Diese ist eine Ausgründung aus dem Centrum für Hochschulentwicklung.
Seit 2008 bezeichnet sich Müller-Böling als Privatier. Er ist pensionierter Professor der TU Dortmund und wohnt in Aachen. Er ist verheiratet und hat eine Tochter.
Im Oktober 2020 wurde Müller-Böling mit der Ehrennadel der Stadt Dortmund ausgezeichnet.

## Segelsport
Detlef Müller-Böling betreibt seit seiner Jugend Segelsport. So belegte er bereits 1971 bei den Deutschen Hochschulmeisterschaften mit Pirat den dritten Platz. 2001 wurde er Internationaler Niederländischer Meister und 2010 Internationaler Deutscher Meister mit dem Einhandkielboot des Typs 2.4mR.